# ISO 4217
ISO 4217 je mednarodni standard, ki določa tričrkovne kratice za valute držav. Nad standardom bdi Mednarodna organizacija za standardizacijo (ISO).
Prvi dve črki oznake ISO 4217 predstavlja dvočrkovna kratica države, določena s standardom ISO 3166, tretja črka pa je navadno začetnica valute. 

## Seznam kratic valut
- AED — ZAE dirham
- AFN — Afganistanski afgani
- ALL — Albanski lek
- AMD — Armenski dram
- AOA — Angolska kvanza
- ARS — Argentinski peso
- AUD — Avstralski dolar
- AWG — Arubski gulden
- AZN — Azerbajdžanski manat
- BAM — Bosansko-hercegovska konvertibilna marka
- BBD — Barbadoški dolar
- BDT — Bangladeška taka
- BGN — bolgarski lev
- BHD — Bahrajnski dinar
- BIF — Burundijski frank
- BMD — Bermudski dolar
- BND — Brunejski dolar
- BOB — Bolivijski boliviano
- BOV — Bolivijski mvdol (oznaka valute)
- BRL — Brazilski real
- BSD — Bahamski dolar
- BTN — Butanski ngultrum
- BWP — Bocvanska pula
- BYR — Beloruski rubelj
- BZD — Belizejski dolar

- CAD — Kanadski dolar
- CDF — Kongoški frank
- CHF — Švicarski frank
- CLF — Čilski unidades de fomento (oznaka valute)
- CLP — Čilski peso
- CNY — Kitajski juan
- COP — Kolumbijski peso
- COU — Kolumbijska enota realne vrednosti (unidad de valor real) — dodatno k COP
- CRC — Kostariški kolon
- CSD — Srbski dinar
- CUP — Kubanski peso
- CVE — Zelenortski escudo
- CYP — Ciprski funt
- CZK — Češka krona

- DJF — Džibutijski frank
- DKK — Danska krona
- DOP — Dominikanski peso
- DZD — Alžirski dinar

- EGP — Egiptovski funt
- ERN — Eritrejska nakfa
- ETB — Etiopski bir
- EUR — Evro

- FJD — Fidžijski dolar
- FKP — Falklandski funt

- GBP — Angleški funt
- GEL — Gruzinski lari
- GHC — Ganski cedi
- GIP — Gibraltarski funt
- GMD — Gambijski dalasi
- GNF — Gvinejski frank
- GTQ — Gvatemalski kecal
- GWP — Gvineja-Bissauski peso
- GYD — Gvajanski dolar

- HKD — Hongkonški dolar
- HNL — Honduraška lempira
- HTG — Haitski gourde
- HUF — Madžarski forint

- IDR — Indonezijska rupija
- ILS — Izraelski šekel
- INR — Indijska rupija
- IQD — Iraški dinar
- IRR — Iranski rial
- ISK — Islandska krona

- JMD — Jamajški dolar
- JOD — Jordanski dinar
- JPY — Japonski jen

- KES — Kenijski šiling
- KGS — Kirgiški som
- KHR — Kamboški riel
- KMF — Komorski frank
- KPW — Severnokorejski von
- KRW — Južnokorejski von
- KWD — Kuvajtski dinar
- KYD — Kajmanji dolar
- KZT — Kazahstanski tenge

- LAK — Laoški kip
- LBP — Libanonski funt
- LKR — Šrilanška rupija
- LRD — Liberijski dolar
- LSL — Lesotski loti
- LYD — Libijski dinar

- MAD — Maroški dirham
- MDL — Moldavski lev
- MGA — Malgaški ariarij
- MGF — Malgaški frank
- MLF — Malijski frank
- MKD — Severnomakedonski dinar
- MMK — Mjanmarski kjat
- MNT — Mongolski tugrik
- MOP — Makavska pataka
- MRO — Mavretanska uguija
- MTL — Malteška lira
- MUR — Mavricijska rupija
- MVR — Maldivska rufija
- MWK — Malavijska kvača
- MXN — Mehiški peso
- MYR — Malezijski ringit
- MZM — Mozambiški metikal

- NAD — Namibijski dolar
- NGN — Nigerijska naira
- NIO — Nikaragevska zlata kordova
- NOK — Norveška krona
- NPR — Nepalska rupija
- NZD — Novozelandski dolar

- OMR — Omanski rial

- PAB — Panamska balboa
- PEN — Perujski novi sol
- PGK — Papuanska kina
- PHP — Filipinski peso
- PKR — Pakistanska rupija
- PLN — Poljski zlot
- PYG — Paragvajski gvarani

- QAR — Katarski rial

- RON — Romunski lev
- RUB — Ruski rubelj
- RWF — Ruandski frank

- SAR — Savdskoarabski rial
- SBD — Dolar Solomonovih otokov
- SCR — Sejšelska rupija
- SDD — Sudanski dinar
- SEK — Švedska krona
- SGD — Singapurski dolar
- SHP — Funt Sv. Helene
- SLL — Sieraleonski leone
- SOS — Somalski šiling
- SRD — Surinamski dolar
- STD — Saotomejska dobra
- SUR — Ruski rubelj
- SVC — Salvadorski kolon
- SYP — Sirski funt
- SZL — Svazijski lilangeni

- THB — Tajski bat
- TJS — Tadžiški somoni
- TMM — Turkmenski manat
- TND — Tunizijski dinar
- TOP — Tonška paanga
- TPE — Vzhodnotimorski eskudo
- TRL — Turška lira
- TTD — Dolar Trinidada in Tobaga
- TWD — Novi tajvanski dolar
- TZS — Tanzanijski šiling

- UAH — Ukrajinska hrivnija
- UGX — Ugandski šiling
- USD — Ameriški dolar
- USN — Ameriški dolar, naslednji dan (oznaka valute)
- UYU — Urugvajski urugvajo
- UZS — Uzbekistanski sum

- VEB — Venezuelski bolivar
- VND — Vietnamski dong
- VUV — Vanuatujski vatu

- WST — Samojska tala

- XAF — Frank CFA (zahodnoafriški)
- XAG — Unča srebra
- XAU — Unča zlata
- XBA — Evropska sestavljena enota (EURCO) (enota trga obveznic)
- XBB — Evropska monetarna enota (E.M.U.-6) (enota trga obveznic)
- XBC — Evropska obračunska enota 9 (E.U.A.-9) (enota trga obveznic)
- XBD — Evropska obračunska enota 17 (E.U.A.-17) (enota trga obveznic)
- XCD — Vzhodnokaribski dolar
- XCG — Karibski gulden
- XDR — posebne pravice črpanja (IMF)
- XFO — Zlati frank (posebna enota za poravnave)
- XFU — Frank UIC (posebna enota za poravnave)
- XOF — Frank CFA (srednjeafriški)
- XPD — Unča paladija
- XPF — Frank CFP
- XPT — Unča platine
- XTS — koda, rezervirana za potrebe testiranja
- XXX — nobena valuta

- YER — Jemenski rial

- ZAR — Južnoafriški rand
- ZMK — Zambijska kvača
- ZWD — Zimbabvejski dolar

## Seznam opuščenih oznak
- ADF — Andorska frank (1. januarja 2002 nadomeščen z evrom)
- ADP — Andorska pezeta (1. januarja 2002 nadomeščen z evrom)
- AFA — Afganistanski afghani
- ANG — Gulden Nizozemskih Antilov
- AON — Angolska nova kwanza
- AOR — Angolska kwanza readjustado
- ARA — Argentinski avstral
- ATS — Avstrijski šiling (1. januarja 2002 nadomeščen z evrom)
- BEC — Belgijski konvertibilni frank
- BEF — Belgijski frank (1. januarja 2002 nadomeščen z evrom)
- BEL — Belgijski finančni frank
- BGL — Bolgarski lev (5. julijja 1999 nadomeščen z novim levom BGN)
- BRE — Brazilski real
- CSK — Češkoslovaška krona
- DDM — Vzhodnonemška marka
- DEM — Nemška marka (1. januarja 2002 nadomeščen z evrom)
- ECS — Ekvadorski sukre (nadomeščen z USD)
- EEK — Estonska krona (1. januarja 2011 nadomeščena z evrom)
- ECV — Ekvadorska enota realne vrednosti (Unidad de Valor Constante)
- ESA — Španska pezeta (račun A)
- ESB — Španska pezeta (račun B)
- ESP — Španska pezeta (1. januarja 2002 nadomeščen z evrom)
- FIM — Finska marka (1. januarja 2002 nadomeščen z evrom)
- FRF — Francoski frank (1. januarja 2002 nadomeščen z evrom)
- GRD — Grška drahma (1. januarja 2002 nadomeščen z evrom)
- HRK — Hrvaška kuna (1. januarja 2023 nadomeščen z evrom)
- IEP — Irski funt (1. januarja 2002 nadomeščen z evrom)
- IEX — Irski peni
- ITL — Italijanska lira (1. januarja 2002 nadomeščen z evrom)
- LUF — Luksemburški frank (1. januarja 2002 nadomeščen z evrom)
- LTL — Litovski litas (1. januarja 2015 nadomeščen z evrom)
- LVL — Latvijski lats (1. januarja 2014 nadomeščen z evrom)
- MGF — Malgaški frank
- MXP — Mehiški peso
- NLG — Nizozemski gulden (1. januarja 2002 nadomeščen z evrom)
- PEI — Perujski inti
- PLZ — Poljski zlot
- PTE — Portugalski eskudo (1. januarja 2002 nadomeščen z evrom)
- RUR — Ruski rubelj
- SDP — Sudanski funt
- SIT — Slovenski tolar (1. januarja 2007 nadomeščen z evrom)
- SKK — Slovaška krona (1. januarja 2009 nadomeščena z evrom)
- SRG — Surinamski gulden (1. januarja 2004 nadomeščen s SRD)
- SUR — rubelj Sovjetske zveze
- UYP — Urugvajski peso
- XEU — Evropska denarna enota
- YDD — Dinar DR Jemna
- YUD — Novi jugoslovanski dinar
- YUN — Novi jugoslovanski dinar (nadomeščen z YUM)
- YUM — Jugoslovanski dinar (nadomeščen z CSD)
- ZAL — Južnoafriški rand (oznaka valute)
- ZRN — Zairski novi zaire (nadomeščen s CDF)
- ZRZ — Zairski zaire